# درویش‌کلا
درویش‌کلا، روستایی است از توابع بخش مرکزی شهرستان نور در استان مازندران ایران.

## جمعیت
این روستا در دهستان میان‌بند قرار دارد و براساس سرشماری مرکز آمار ایران در سال ۱۳۸۵، جمعیت آن ۴۶ نفر (۹خانوار) بوده‌است. مردم درویش کلا از قومیت طبری هستند که ریشه آن به قوم آمارد و  قوم تپوری می‌رسد. مردم درویش کلا به زبان طبری (مازندرانی) و گویش کجوری سخن میگویند.